# Чотири любові
Чотири любові (англ. The Four Loves) — книга К. С. Льюїса 1960 року, яка досліджує природу любові з християнської та філософської точки зору за допомогою мисленнєвих експериментів. В основу книги покладено цикл радіопередач 1958 року, які на той час були розкритиковані в США за відвертість у питаннях сексу.

## Любов-дарована/дару
Відштовхуючись від слів святого Іоанна «Бог є любов», Льюїс спочатку думав протиставити «любов-даровану» (наприклад: любов дитини до матері) і «любов-дару» (любов Бога до людства), де друга є протиставленням першій. Однак згодом він зрозумів, що природа навіть цих основних категорій любові складніша, ніж здавалося на перший погляд: потреба дитини в батьківській опіці є потребою, а не егоїстичним бажанням; і навпаки, наприклад батьківська, «любов-дарована» у надмірній формі може стати збоченням, а не даром.

## Задоволення
Льюїс продовжує своє дослідження, вивчаючи природу задоволення, розрізняючи задоволення потреби (наприклад: вода для спраглих) і задоволення вдячності, наприклад, любов до природи. З останнього він розвинув те, що він назвав "третім елементом любові... Любов вдячності", - нарівні з «любов'ю-дару» і «любов'ю-дарованою».
Протягом решти книги Льюїс продовжує протиставляти цю потрійну якісну відмінність чотирьом широким типам любові, зазначеним у її назві.
У решті чотирьох розділах Льюїс розглядає любов за чотирма категоріями («найвища не існує без найнижчої»), частково ґрунтуючись на чотирьох грецьких словах, що означають любов: прихильність, дружба, ерос і милосердя. Льюїс стверджує, що так само, як Люцифер (колишній архангел) спотворив себе гординею і впав у розпусту, так само і любов, яку прийнято вважати першопочуттям, може зіпсуватися, та вважатись не тим, чим вона є насправаді, а мати чужі їй, збочені, властивості.
Художнє трактування такого кохання є головною темою роману Льюїса Доки у нас не з'являться обличчя.